# Råtjärnen (Ljusdals socken, Hälsingland, 687931-147864)
Råtjärnen är en sjö i Ljusdals kommun i Hälsingland och ingår i Ljusnans huvudavrinningsområde.